# Hannoversko
Hannoversko (německy Hannover) je historická země na severozápadě Německa, při pobřeží Severního moře, jejímž historickým hlavním městem je Hannover, po němž získalo území svůj název. Téměř celé území Hannoverska tvoří od 9. prosince 1946 většinu území tehdy ustaveného Dolního Saska. Před 1. dubnem 1937 náležely k Hannoversku také některé části moderního Hamburku.
Hannoversko bylo původně od roku 1692 neoficiálním označením Brunšvicko-lüneburského kurfiřtství, od roku 1814 bylo oficiálním zkráceným názvem Hannoverského království, které roku 1866 při prusko-rakouské válce ztratilo suverenitu a stalo se jako provincie Hannoversko pruskou provincií, jíž bylo oficiálně do roku 1946, kdy se z ní v rámci Britské okupační zóny stala na krátkou dobu autonomní země Hannoversko.

## Dějiny

### Francouzská okupace
V letech 1803–1813 bylo Hannoversko obsazeno napoleonskou Francií a přechodně také Pruskem. Jižní části Hannoverska byly v období 1807–1813 součástí Vestfálského království.

### Hannoverské království
Německá území hannoverského rodu tvořila s Velkou Británií a Irskem personální unii až do roku 1837. Po vídeňském kongresu, roku 1815, se Hannoversko stalo královstvím. Roku 1837 se pak hannoverský trůn od britského oddělil a králem Hannoveru se stal strýc britské královny Viktorie Arnošt August I.
Hannoverské či Brunšvicko-Lüneburské kurfiřtství bylo v říjnu roku 1814 rozhodnutím Vídeňského kongresu povýšeno na království. Britský král Jiří III. tak po napoleonských válkách získal zpět své hannoverské državy. Kongres rovněž rozhodl o územní výměně s Pruským královstvím, při níž se Hannoversko vzdalo Lauenburska výměnou za Východní Frísko.
V roce 1833 byla vydána nová liberálnější ústava, tu ale po svém nástupu zrušil král Arnošt August I. V roce 1848 byla tato ústava na nátlak obyvatelstva obnovena.
Personální unie se Spojeným královstvím skončila s nástupem královny Viktorie (vnučky Jiřího III.) na britský trůn v roce 1837. Zatímco podle tehdejšího britského následnického řádu nastupovala dědička na trůn v případě, že neměla žádné bratry, v Hannoversku (jako německé zemi) se podle polosalického práva vztahoval přednostní nárok na trůn na větší okruh mužských příbuzných. Hannoverským králem se tak stal Ernst August I., syn Jiřího III., bratr Jiřího IV. a Viléma IV. (v Hannoversku Vilém I.) a strýc Viktorie.
Po jeho smrti v roce 1851 nastoupil na trůn jeho syn Jiří V.
Když se v roce 1866 schylovalo k prusko-rakouské válce, pokusilo se Hannoverské království zachovat neutralitu. Při hlasování v Německém spolku 14. června však podpořilo návrh na mobilizaci spolkových vojsk proti Prusku, což o den později vedlo k vyhlášení války ze strany Pruska. Hannoverská armáda ještě zvítězila v bitvě u Langensalzy (27. června 1866), o dva dny později však musela kapitulovat. Král Jiří V. byl zbaven trůnu a Hannoversko bylo připojeno k Prusku jako provincie Hannoversko.

### Provincie Hannoversko
Provincie Hannoversko existovala do roku 1946. V tomto roce se jako součást Britské okupační zóny bylo Hannoversko na krátkou dobu přeměněno v autonomní zemi Hannoversko.
V tom samém roce, se ale natrvalo stalo součástí nové spolkové země Dolní Sasko. Před 1. říjnem 1932 náležel k Hannoversku také malé okrajové části dnešních spolkových zemí Durynsko (východní část moderního zemského okresu Nordhausen) a Sasko-Anhaltsko (část moderního zemského okresu Harz). Tato území do té doby tvořila samostatný zemský okres Ilfeld.